# Бежглово
Бежглово — деревня в гмине Лубянка Торуньского повета Куявско-Поморского воеводства в центральной части севера Польши.